# 桑野聖
桑野 聖（くわの ひじり、2月12日 - ）は、山口県山口市生まれのヴァイオリニスト、作曲家、編曲家。

## 経歴
６歳からヴァイオリンを始め、石井洋之助、石井志都子、田中千香士の各氏に師事。山口県立山口高等学校、東京藝術大学音楽学部器楽科卒業。東京藝術大学在学中より、東京シティ・フィルハーモニック管弦楽団、宮城フィルハーモニー管弦楽団（現・仙台フィルハーモニー管弦楽団）等のゲストコンサートマスターとして活躍する。
小学生の頃から、プロのヴァイオリニストへの道を歩み、全日本学生音楽コンクールなどにも一位入賞。中学・高校時代にはクラシック以外の音楽にも深く興味を持ち、実はギタリストにもなりたかったが、芸大受験のため、断念。キーボード奏者として、同級生達とバンド活動に励んだ。その頃から、ヴァイオリンをバンドで弾くなどして、クラシック以外での音楽にもヴァイオリンを多く、取り入れるようになった。
現役で東京藝術大学音楽学部器楽科に進んだが、卒業間近にヴァイオリニスト中西俊博から強い影響を受け、ポピュラー音楽へと転向。自らのストリングスを率いて、レコーディング、CM録音、劇音楽録音などのスタジオ活動を始める。
現在、スタジオワークを中心に、浜渦正志、IMERUAT(イメルア〜浜渦正志、MINA)のサポートメンバーとして国内のみならず、2012年ヨーロッパツアー、2013年香港ツアーにも参加。 ゴンチチ、中野力（はらから）のコンサート、ライヴにも参加している。浜渦正志作曲、スクウェア・エニックス「ファイナルファンタジーXIII」の戦闘曲、「閃光」のオリジナル奏者でもある。
楽曲制作、弦楽編曲やオーケストレーションも多く手がけ、その高い音楽性を評価されている。

## 概歴
- 1991年、石川賢治の写真集『月光浴』のイメージアルバムに楽曲を提供する[2]。その後、様々なアーティストの楽曲アレンジ、企画アルバムや映画、CM、TVドラマ等への楽曲提供など、本格的に作・編曲家としての活動を始める。
- 1992年から米米CLUBのレコーディングへ参加。主にストリングス・弦編曲を担当し[3]、1993年には日本武道館で行われたコンサート「SHARISHARISM ACE」にヴァイオリンのサポートメンバーとして出演している。また、米米CLUBが音楽を手掛けたテレビドラマ『素顔のままで』や、石井竜也が監督の映画『河童』の劇伴アレンジを手掛ける。
- 2002年、周防義和のプロデュースで初のソロアルバム『東方弦聞録』をKICK UPレーベルから発表。また、同年テレビ東京アニメ『あずまんが大王』で栗コーダーポップスオーケストラのサポートを担当する。
- 2004年、TBSアニメ『忘却の旋律』の劇音楽を周防義和と共同で手がけ、ビクターエンタテインメントからサウンドトラックを発売。

## ソロアルバム
- 東方弦聞録

## 音楽プロデュース・音楽担当
- 石川賢治写真集「月光浴」イメージアルバム[4]
- 読売テレビ・日本テレビ系テレビドラマ『シンデレラは眠らない』[5]
- TBSテレビアニメ『忘却の旋律』サウンドトラック[6]
- テレビ愛知・テレビ東京系テレビアニメ『カードファイト!! ヴァンガード overDress』[7]
- テレビ東京系テレビアニメ『カードファイト!! ヴァンガード will+Dress』[8]

## 参加・出演作品
- NHK 歌謡チャリティーコンサート（オーケストレーション、ヴァイオリン演奏）
- サウンドトラック：ジブリ「耳をすませば」 (ヴァイオリン演奏：エルフの女王、夏の終わり、打ち明け話、カノン、追憶等）[9]
- サウンドトラック：フジテレビ系ドラマ「素顔のままで ICTL」石井竜也・米米CLUB（桑野聖ストリングス、ストリングスアレンジ）
- サウンドトラック：「愛してるのに ICTL no.2」米米CLUB（編曲、ヴァイオリン演奏）
- サウンドトラック：フジテレビ系ドラマ「素顔のままで ICTL」石井竜也・米米CLUB（桑野聖ストリングス、ストリングスアレンジ）
- サウンドトラック：TBS系ドラマ「オレンジデイズ」（桑野聖ストリングス）
- サウンドトラック：映画「誰も知らない」（桑野聖ストリングス、ストリングスアレンジ）
- サウンドトラック：映画「Shall we ダンス?」（桑野聖ストリングス）
- サウンドトラック：映画「白い犬とワルツを」（桑野聖ストリングス）
- サウンドトラック：アニメ「よつばと♪」 栗コーダーポップオーケストラ（桑野聖ストリングス）
- サウンドトラック：アニメ「あずまんが大王」 栗コーダーポップオーケストラ（桑野聖ストリングス）
- サウンドトラック：アニメ「忘却の旋律」（作曲、編曲、ヴァイオリン演奏）
- サウンドトラック：アニメ「のだめカンタービレ」（ヴァイオリン演奏）
- サウンドトラック：アニメ「テガミバチ」（編曲、ヴァイオリン演奏）
- サウンドトラック：アニメ「貧乏神が！」（ヴァイオリン演奏）
- サウンドトラック：アニメ「NHK教育アニメ『十二国記』」（桑野聖ストリングス、ストリングスアレンジ）
- サウンドトラック：ゲーム 「FINAL FANTASY XIII／ファイナルファンタジー XIII」 （ヴァイオリン演奏）
- サウンドトラック：ゲーム 「FINAL FANTASY XIII-2／ファイナルファンタジー XIII-2」 （ヴァイオリン演奏）
- サウンドトラック：ゲーム 「ライトニング・リターンズ ／ファイナルファンタジー XIII」 （ヴァイオリン演奏）
- アルバム：ゴンチチ 25th Anniversary （桑野聖ストリングス、ストリングスアレンジ）
- アルバム：ももいろクローバーZ「5TH DIMENSION」(Z女戦争) （リード・ヴァイオリン）
- アルバム：鮫島有美子 「ゴンドラの唄　～日本抒情歌集」(ヴァイオリン演奏）
- アルバム：「Gentle Color」（ヴァイオリン演奏）
- アルバム：米米CLUB 「Octave」「聖米夜」「Phi」「Phi II」（編曲、ヴァイオリン演奏、桑野聖ストリングス）
- アルバム：サザンオールスターズ「世に万葉の花が咲くなり」（桑野聖ストリングス、ストリングスアレンジ）
- アルバム：石川賢治写真集「月光浴」イメージアルバム （作曲、編曲、ヴァイオリン演奏、音楽プロデュース）
- アルバム：三好和義写真集「地球の楽園」イメージアルバム（ヴァイオリン演奏）
- アルバム：岩合光昭写真集「クジラの海」イメージアルバム（ヴァイオリン演奏）
- アルバム：中西俊博 「in the pocket」（ヴァイオリン演奏）
- アルバム：宮本文昭 「アリア」（桑野聖ストリングス）
- アルバム：布施明「way of the Maestro」（ヴァイオリン演奏）
- アルバム：髙橋真梨子「method」（編曲、ヴァイオリン演奏）
- アルバム：「ストラヴィンスキー: 兵士の物語」（ヴァイオリン演奏）
- アルバム：浜本沙良「Truth of Lies」（桑野聖ストリングス）
- アルバム：SEAMO「LIVE GOES ON」、「Round About」、「SCRAP & BUILD」、「Best of SEAMO」、「messenger」（桑野聖ストリングス）
- アルバム：ゴンチチ「ダブル還暦フェスティバル2014」（ヴァイオリン演奏、桑野聖カルテット）
- ライブ映像：米米CLUB ８周年記念武道館ライブ８日間「SHARISHARISM ACE」（ストリングアレンジ、ヴァイオリン演奏）
- ライブ映像：水樹奈々「ライブ・グレイス・オーケストラ」（オーストレーション、ヴァイオリン演奏）
- ライヴ映像：ゴンチチ「ダブル還暦フェスティバル2014」（ヴァイオリン演奏、桑野聖カルテット）
- ゲーム：ファイナルファンタジーXIII、ロマンシング　サ・ガ、信長の野望、侍魂、クロノ・クロス、アンリミテッド：サガ、等多数）[10]
- ウェブサイト: "α" CLOCK: WORLD TIME, Sony Global 浜渦正志作品 (ヴァイオリン演奏）[11]
- 映像音楽：新千歳空港・雪ミクスカイタウン「北海道ぐるっとシアター "Prologue"」 （作曲、編曲、ヴァイオリン演奏） [12]